# St. Cosmas und Damian (Meßhofen)

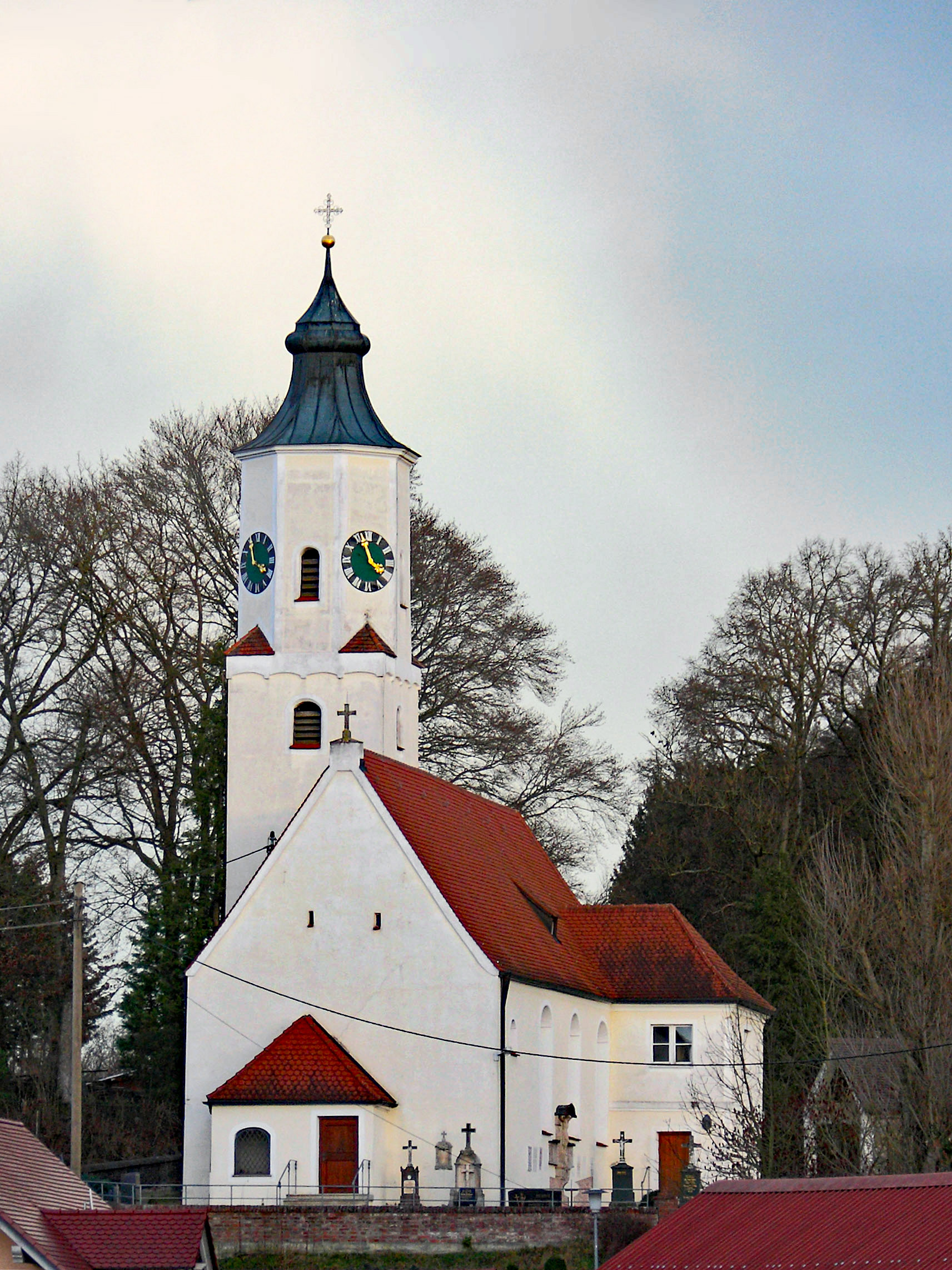
St. Cosmas und Damian in Meßhofen

St. Cosmas und Damian ist die  römisch-katholische Filialkirche in Meßhofen, einem Gemeindeteil von Roggenburg im schwäbischen Landkreis Neu-Ulm in Bayern. Das denkmalgeschützte Bauwerk ist in der Liste der Baudenkmäler in Roggenburg unter der Nr. D-7-75-149-22 eingetragen.

## Beschreibung
Die im Kern spätgotische Saalkirche wurde im letzten Viertel des 15. Jahrhunderts erbaut und 1748 nach einem Entwurf von Jakob Jehle völlig umgestaltet. Sie besteht aus einem Langhaus, einem eingezogenen, dreiseitig geschlossenen Chor im Osten, einem Chorflankenturm auf quadratischem Grundriss an der Nordwand und der Sakristei, auf der sich ein Oratorium im Obergeschoss befindet, an der Südwand des Chors. Der Chorflankenturm wurde 1760/61 mit einem achteckigen Geschoss aufgestockt, das die Turmuhr und den Glockenstuhl beherbergt, und mit einem pyramidenförmigen Helm bedeckt. Der Innenraum des Langhauses ist mit einer Flachdecke überspannt, der des Chors mit einem Stichkappengewölbe. Über dem Chorbogen befindet sich das Wappen des Klosters Roggenburg. Der Hochaltar wurde 1751 von Dominikus Bergmüller gebaut. Das Antependium wurde 1772 angebracht. Die Kanzel aus Stuckmarmor wurde 1791 errichtet. Ein großes Vortragekreuz von um 1766 wird dem Sohn von Lorenz Luidl zugeschrieben.